# Liste der Mitglieder des Provinziallandtags der Provinz Posen (14. Sitzungsperiode)
Diese Liste gibt einen Überblick über die Mitglieder des Provinziallandtags der preußischen Provinz Posen in der vierzehnten Sitzungsperiode 1865.
Landtagsmarschall war Freiherr Rudolf Hiller von Gärtringen, sein Stellvertreter war Alfons Graf Taczanowski.
| Kurie                    | Wahlbezirk                                         | Abgeordneter                                                  | Beruf, Ort                                                   | Anmerkung                               |
| ------------------------ | -------------------------------------------------- | ------------------------------------------------------------- | ------------------------------------------------------------ | --------------------------------------- |
| Inhaber von Virilstimmen |                                                    | Fürst Maximilian Karl von Thurn und Taxis                     |                                                              | Vertreten durch Alfons Graf Taczanowski |
| Inhaber von Virilstimmen |                                                    | Fürst Wilhelm von Radziwill und Fürst Boguslaw von Radziwill  |                                                              | nahmen beide nicht am Landtag teil      |
| Inhaber von Virilstimmen |                                                    | Graf Athanasius von Raczynski                                 |                                                              | nahm nicht am Landtag teil              |
| Inhaber von Virilstimmen |                                                    | Fürst August Anton Sułkowski                                  |                                                              | nahm nicht am Landtag teil              |
| Ritterschaft             | Kreis Adelnau                                      | Nepomucen von Niemojewski                                     | Rittergutsbesitzer auf Sliwnik                               |                                         |
| Ritterschaft             | Kreis Birnbaum                                     | Georg Sylvius Erich Carl Magnus Freiherr von Massenbach       | Rittergutsbesitzer auf Bialokosz                             |                                         |
| Ritterschaft             | Kreis Meseritz und Kreis Bomst                     | Freiherr Rudolf Hiller von Gärtringen                         | auf Betsche                                                  |                                         |
| Ritterschaft             | Kreis Buk und Kreis Obornik                        | Adam von Zoltowski                                            | Rittergutsbesitzer auf Ujazd                                 |                                         |
| Ritterschaft             | Kreis Fraustadt                                    | Thadaeus Cajetan Camill Dzierzykraj zu Chomecice von Morawski | Königlicher Kammerherr und Rittergutsbesitzer auf Lubonia    |                                         |
| Ritterschaft             | Kreis Kosten                                       | Adam Graf Plater                                              | Rittergutsbesitzer auf Prochy                                |                                         |
| Ritterschaft             | Kreis Kröben                                       | Sigismund Graf Czarnecki                                      | Rittergutsbesitzer auf Gogolewo                              | als Stellvertreter                      |
| Ritterschaft             | Kreis Krotoschin                                   | Heinrich Buttel                                               | Rittergutsbesitzer auf Wykow                                 |                                         |
| Ritterschaft             | Kreis Pleschen                                     | Eduard von Stiegler                                           | Rittergutsbesitzer auf Sobotka                               | als Stellvertreter                      |
| Ritterschaft             | Kreis Posen                                        | Louis Hoffmeyer                                               | Rittergutsbesitzer auf Zlotnik                               |                                         |
| Ritterschaft             | Kreis Samter                                       | Boguslaus von Lubieński                                       | Rittergutsbesitzer auf Kiaczyn                               |                                         |
| Ritterschaft             | Kreis Schildberg                                   | Joseph von Sulimierski                                        | Rittergutsbesitzer auf Domanin                               |                                         |
| Ritterschaft             | Kreis Schrimm                                      | Stanislaus von Chłapowski                                     | Leutnant a. D. Rittergutsbesitzer auf Szoldry                |                                         |
| Ritterschaft             | Kreis Wreschen                                     | Eduard Graf Poniński                                          | Rittergutsbesitzer auf Schloss Wreschen                      |                                         |
| Ritterschaft             | Kreis Schroda                                      | Anastasius von Radoński                                       | Rittergutsbesitzer auf Krzeslice                             |                                         |
| Ritterschaft             | Kreis Czarnikau und Kreis Chodziesen               | Otto Graf von Königsmarck                                     | Landrat a. D. und Rittergutsbesitzer auf Olesnitz            |                                         |
| Ritterschaft             | Kreis Gnesen                                       | Desiderius von Roznowski                                      | Rittergutsbesitzer auf Areugowo                              |                                         |
| Ritterschaft             | Kreis Inowraclaw                                   | Richard von Roy                                               | Rittergutsbesitzer auf Wierzbiczany                          |                                         |
| Ritterschaft             | Kreis Schubin                                      | Karl Friedrich von Lawrenz                                    | Rittergutsbesitzer und Generallandschaftsrat auf Gutenwerder |                                         |
| Ritterschaft             | Kreis Wirsitz                                      | Gustav von Grevenitz                                          | Rittergutsbesitzer auf Tlukom                                | als Stellvertreter                      |
| Ritterschaft             | Kreis Wongrowiec                                   | Wladislaus Szuldrzynsk                                        | Rittergutsbesitzer und Landschaftsrat auf Sierniki           |                                         |
| Städte                   | Stadt Posen                                        | Wilhelm von Treskow                                           | Major a. D. und Stadtrat                                     |                                         |
| Städte                   | Stadt Posen                                        | Eduard Kaatz                                                  | Kaufmann und Stadtrat                                        |                                         |
| Städte                   | Stadt Fraustadt                                    | Johann August Cleemann                                        | Kaufmann und Ratsherr                                        |                                         |
| Städte                   | Stadt Lissa                                        | Ernst Theodor Baensch                                         | Ratsherr und Kaufmann                                        |                                         |
| Städte                   | Stadt Meseritz                                     | Friedrich Wilhelm Scholtz                                     | Bürgermeister in Meseritz                                    |                                         |
| Städte                   | Stadt Rawicz                                       | Constantin Braun                                              | Kaufmann und Fabrikbesitzer                                  |                                         |
| Städte                   | Stadt Bromberg                                     | Carl Koelbl                                                   | Kaufmann und Stadtrat                                        | als Stellvertreter                      |
| Städte                   | Stadt Gnesen                                       | Emil Brunner                                                  | Bankagent und Stadtverordneter                               |                                         |
| Städte                   | der Kreise Obornik, Samter, Buk, und Posen         | August Drewitz                                                | Kämmerer in Rogasen                                          |                                         |
| Städte                   | der Kreise Pleschen, Schroda, Schrimm und Wreschen | Nicodem von Gozdziewski                                       | Vorwerksbesitzer in Schroda                                  |                                         |
| Städte                   | der Kreise Krotoschin, Adelnau, und Schildberg     | Carl Frank                                                    | Posthalter und Magistratsmitglied in Ostrowo                 |                                         |
| Städte                   | der Kreise Krotoschin, Adelnau, und Schildberg     | Joseph Wrzesinski                                             | Ackerbürger in Adelnau                                       | als Stellvertreter                      |
| Städte                   | der Kreise Fraustadt, Kosten und Kröben            | Ferdinand Gebauer                                             | Kämmerer a. D. in Bojanowo                                   |                                         |
| Städte                   | der Kreise Birnbaum, Bomst, und Meseritz           | Johann Gottlieb Fritz                                         | Bürgermeister in Zirke                                       |                                         |
| Städte                   | der Kreise Bromberg, Schubin, und Wirsitz          | August Vogel                                                  | Bürgermeister in Fordon                                      | als Stellvertreter                      |
| Städte                   | der Kreise Czarnikau, Chodziesen und Wongrowiec    | Theodor Alberti                                               | Bürgermeister in Wongrowitz                                  |                                         |
| Städte                   | der Kreise Gnesen, Inowractaw und Mogilno          | Valentin Kozlowski                                            | Ackerbürger in Powiz                                         |                                         |
| Landgemeinden            | der Kreise Adelnau, Krotoschin, und Schildberg     | Hieronymus Ziemianski                                         | Wirtschaftsbesitzer in Ligota                                |                                         |
| Landgemeinden            | der Kreise Birnbaum, Bomst, und Meseritz           | Victor Dalski                                                 | Freischulzengutsbesitzer in Rokitten                         |                                         |
| Landgemeinden            | der Kreise Fraustadt, Kosten, und Kröben           | Wawrzyn Wyrwala                                               | Bauergutsbesitzer in Niedzwiadki                             |                                         |
| Landgemeinden            | der Kreise Buk, Obornik, Posen und Samter          | Gottfried Bruck                                               | Eigentümer in Kuszlin                                        |                                         |
| Landgemeinden            | der Kreise Schrimm, Schroda, Wreschen und Pleschen | Valentin Hofman                                               | Vorwerksbesitzer in Kleszczewo                               |                                         |
| Landgemeinden            | der Kreise Bromberg, Schubin, und Wirsitz          | Conrad Bertelsmann                                            | Gutsbesitzer in Morzewice                                    |                                         |
| Landgemeinden            | der Kreise Czarnikau, Chodziesen und Wongrowiec    | Ludwig König                                                  | Freischulzengutsbesitzer in Rosko                            |                                         |
| Landgemeinden            | der Kreise Gnesen, Inowrazlaw und Mogilno          | Johann Nepomucen Budzynski                                    | Gutsbesitzer in Kleryka                                      |                                         |